# Altahlen
Altahlen war bis 1969 eine Gemeinde im damaligen Kreis Beckum in Nordrhein-Westfalen. Ihr Gebiet gehört heute zur Stadt Ahlen im Kreis Warendorf.

Altahlen auf einer Karte aus dem 19. Jahrhundert

## Geografie
Altahlen umfasste eine Fläche von 33,92 km² und bestand aus den vier Bauerschaften Borbein, Brockhausen, Ester sowie Oestrich. Das ehemalige Gemeindegebiet liegt im Westen der heutigen Stadt Ahlen und ist bis heute landwirtschaftlich geprägt.

## Geschichte
Die Gemeinde Altahlen ging aus dem gleichnamigen Kirchspiel hervor und gehörte seit dem 19. Jahrhundert zum Amt Ahlen im Kreis Beckum. Durch das Gesetz über die Eingliederung der Gemeinden des Amtes Ahlen in die Stadt Ahlen wurde Altahlen zum 1. Juli 1969 in die Stadt Ahlen eingemeindet.

## Einwohnerentwicklung
| Jahr | Einwohner | Quelle |
| ---- | --------- | ------ |
| 1832 | 1067      | [ 3 ]  |
| 1858 | 1165      | [ 4 ]  |
| 1871 | 1126      | [ 5 ]  |
| 1885 | 1102      | [ 6 ]  |
| 1895 | 1032      | [ 7 ]  |
| 1910 | 1115      | [ 8 ]  |
| 1925 | 1195      | [ 9 ]  |
| 1939 | 1087      | [ 9 ]  |
| 1946 | 1566      | [ 10 ] |
| 1950 | 1603      | [ 1 ]  |
| 1969 | 1676      | [ 1 ]  |